# Wall of Sleep
A Wall of Sleep egy 2001-ben alakult magyar doom metal együttes. A zenekar igen elismertnek számít az underground metalban Európa-szerte. Több külföldi turnét teljesítettek, játszottak többek között Ausztriában, Németországban, Olaszországban és Hollandiában is. Eddig egy EP és hét teljes hosszúságú albumuk jelent meg.

## Történet
Miután a Mood 2001-ben zenei és személyi nézeteltérések miatt feloszlott, a tagok két együttesbe tömörültek. Míg Hegyi Kolos gitáros Megyesi Balázs basszusgitárossal és Koltay Tamás dobossal megalapította a Supernaturalt (mely később Stereochrist néven vált ismertté), addig Füleki Sándor, a csapat másik gitárosa az egykori Mood basszusgitárossal, Marek Ferenccel és Holdampf Gábor énekessel létrehozta a Wall of Sleepet. A dobos Szolcsányi Szabolcs, a gitáros előbb Greff András, ex-Convoy, majd 2005 tavasza óta Kemencei Balázs. 2004 végén Marek Ferenc távozott a Wall of Sleepből, azóta Preidl Barnabás a csapat bőgőse.
A harmadik nagylemez kiadása előtt, 2007 elején a Wall of Sleep a Psychedoomelic Recordstól a svéd I Hate Recordshoz szerződött. Az And Hell Followed with Him már ott jelent meg. 2009 májusában a frontember Holdampf Gábor bejelentette, hogy kilép a zenekarból, majd a korábbi Mood- és Stereochrist-gitáros Hegyi Kolossal, valamint a Neck Sprain tagjaival megalapította a Magma Rise együttest. Holdampf pótlására a karcagi Stardrive énekesét, Cselényi Csabát kérte fel a Wall of Sleep.
A zenekar 2010 április végén stúdióba vonult, hogy elkészítse negyedik nagylemezét When Mountains Roar címmel. Ezután négy évnyi csendes időszak következett a zenekar életében, majd 2014. szeptemberében megjelent a No Quarter Given című új albumuk. 2007 után 2014-ben is a Wall of Sleep játszott az amerikai Trouble turnéjának budapesti állomásán előzenekaraként.
2017 januárjában Cselényi Csaba távozása után Bátky Zoltán (ex-Stonehenge, Wendigo) lett az énekes, akivel 2018-ban megjelentették a "The Road Through The Never" című lemezüket. Az album a Hammerworld Magazin hangpróbájának első helyén végzett. 2021 őszén a basszusgitáros Preidl Barnabás visszavonult a zenéléstől, utódját a következő év áprilisában jelentették be Janovszki Zsolt személyében.

## Tagjai
Jelenlegi felállás
- Bátky Zoltán – ének (2017–napjainkig)
- Füleki Sándor – gitár (2001–napjainkig)
- Kemencei Balázs – gitár (2005–napjainkig)
- Janovszki Zsolt – basszusgitár (2022–napjainkig)
- Szolcsányi Szabolcs – dobok (2001–napjainkig)

Korábbi tagok
- Holdampf Gábor – ének (2001–2009)
- Greff András – gitár (2001–2005)
- Marek Ferenc – basszusgitár (2001–2004)
- Cselényi Csaba – ének (2009–2016)
- Preidl Barnabás – basszusgitár (2004–2021)

## Diszkográfia
- 2002 - Overlook the All - EP
- 2003 - Slow but Not Dead
- 2005 - Sun Faced Apostles
- 2007 - And Hell Followed with Him
- 2010 - When Mountains Roar
- 2014 - No Quarter Given
- 2018 - The Road Through the Never
- 2025 - The Kingdom

## Külső hivatkozások
- Wall of Sleep hivatalos honlap
- Wall of Sleep myspace oldal
- PsycheDOOMelic Records
- https://www.youtube.com/wallofsleepofficial